# Magnosaurus
Magnosaurus nethercombensis
Genre
Genre
Magnosaurus (von Huene, 1932) est un genre éteint de dinosaures théropodes du Jurassique moyen (Bajocien inférieur), découvert en Angleterre. Il est basé sur des fossiles fragmentaires souvent mélangés avec ceux de Megalosaurus.
Une seule espèce est répertoriée, Magnosaurus nethercombensis,.

## Paléobiologie
Les restes étant rares, fragmentaires et possiblement juvéniles, on peut seulement émettre l'hypothèse qu'il était un carnivore bipède de taille moyenne (175 kg pour 4 mètres de long).